# Rüti bei Riggisberg
Rüti bei Riggisberg is een plaats en voormalige gemeente in het Zwitserse kanton Bern en maakt deel uit van het district Bern-Mittelland. In 2009 ging de gemeente op in de gemeente Riggisberg.